# Danube Dragons 2020
Questa voce raccoglie le informazioni riguardanti i Danube Dragons nelle competizioni ufficiali della stagione 2020.

## Maschile

### Prima squadra

#### Austrian Football League 2020

##### Stagione regolare
| Graz 14 marzo 2020, ore 14:00 1ª giornata | Graz Giants | - – - | Danube Dragons | Stadion Eggenberg |

| Vienna 29 marzo 2020, ore 14:00 2ª giornata | Danube Dragons | - – - | Vienna Vikings | Sportplatz Donaufeld |

| Praga 5 aprile 2020, ore 15:00 3ª giornata | Prague Black Panthers | - – - | Danube Dragons | Stadion SK Prosek |

| Hohenems 19 aprile 2020, ore 14:00 4ª giornata | Cineplexx Blue Devils | - – - | Danube Dragons | Stadion Herrenried |

| Vienna 2 maggio 2020, ore 14:00 5ª giornata | Danube Dragons | - – - | Cineplexx Blue Devils | Sportplatz Donaufeld |

| Vienna 16 maggio 2020, ore 15:00 6ª giornata | Danube Dragons | - – - | Traun Steelsharks | Sportplatz Donaufeld |

| Vienna 23 maggio 2020, ore 15:00 7ª giornata | Danube Dragons | - – - | Prague Black Panthers | Sportplatz Donaufeld |

| Innsbruck 30 maggio 2020, ore 18:00 8ª giornata | Tirol Raiders | - – - | Danube Dragons | Tivoli-Neu Stadion |

| Vienna 13 giugno 2020, ore 13:00 9ª giornata | Danube Dragons | - – - | AFC Rangers Mödling | Sportplatz Donaufeld |

| Vienna 20 giugno 2020, ore 16:00 10ª giornata | Vienna Vikings | - – - | Danube Dragons | Hohe Warte Stadion |

### Seconda squadra

#### AFL - Division III 2020

##### Stagione regolare
| 22 marzo 2020 1ª giornata | Danube Dragons 2 | - – - | Carinthian Eagles |  |

| 29 marzo 2020 2ª giornata | Danube Dragons 2 | - – - | Carnuntum Legionaries |  |

| 11 aprile 2020 3ª giornata | Danube Dragons 2 | - – - | Asperhofen Blue Hawks |  |

| 26 aprile 2020 4ª giornata | Styrian Reavers | - – - | Danube Dragons 2 |  |

| 9 maggio 2020 6ª giornata | Carnuntum Legionaries | - – - | Danube Dragons 2 |  |

| 24 maggio 2020 7ª giornata | Carinthian Eagles | - – - | Danube Dragons 2 |  |

| 7 giugno 2020 8ª giornata | Asperhofen Blue Hawks | - – - | Danube Dragons 2 |  |

| 13 giugno 2020 9ª giornata | Danube Dragons 2 | - – - | Styrian Reavers |  |

## Femminile

### AFL - Division Ladies 2020

#### Stagione regolare
| Schwaz 4 ottobre 2020, ore 11:00 CEST 1ª giornata | Schwaz Hammers Ladies | 7 – 28 referto | Danube Dragons Ladies | Silberstadt Arena |

| Amstetten 17 ottobre 2020, ore 14:00 CEST 2ª giornata | Danube Dragons Ladies | 0 – 28 | Vienna Vikings Ladies | Umdasch Stadion |

| Amstetten 26 ottobre 2020, ore 14:00 CEST 3ª giornata | Danube Dragons Ladies | 16 – 11 (0-0 8-8 0-0 8-3) referto | Salzburg Ducks Ladies | Umdasch Stadion |

| Vienna 1º novembre 2020, ore 15:00 CET 4ª giornata | Vienna Vikings Ladies | 48 – 0 (22-0 6-0 14-0 6-0) referto | Danube Dragons Ladies | Footballzentrum Ravelinstraße |

#### Playoff
| 7 novembre 2020 Ladies Bowl | Vienna Vikings Ladies | - – - (annullata) | Danube Dragons Ladies |  |

### Statistiche di squadra
| Competizione      | %Vittorie | In casa | In casa | In casa | In casa | In casa | In casa | In trasferta | In trasferta | In trasferta | In trasferta | In trasferta | In trasferta | Totale | Totale | Totale | Totale | Totale | Totale |
| Competizione      | %Vittorie | G       | V       | N       | P       | Pf      | Ps      | G            | V            | N            | P            | Pf           | Ps           | G      | V      | N      | P      | Pf     | Ps     |
| ----------------- | --------- | ------- | ------- | ------- | ------- | ------- | ------- | ------------ | ------------ | ------------ | ------------ | ------------ | ------------ | ------ | ------ | ------ | ------ | ------ | ------ |
| Stagione regolare | .500      | 3       | 1       | 0       | 1       | 16      | 39      | 2            | 1            | 0            | 1            | 28           | 55           | 4      | 2      | 0      | 2      | 44     | 94     |
| Totale            | .500      | 2       | 1       | 0       | 1       | 16      | 39      | 2            | 1            | 0            | 1            | 28           | 55           | 4      | 2      | 0      | 2      | 44     | 94     |